# Parelogen
Parelogen (Scopelarchidae) zijn een familie van straalvinnige vissen uit de orde van Draadzeilvissen (Aulopiformes).

## Geslachten
- Benthalbella Zugmayer, 1911
- Rosenblattichthys Johnson, 1974
- Scopelarchoides Parr, 1929
- Scopelarchus Alcock, 1896